# Alta Birmânia

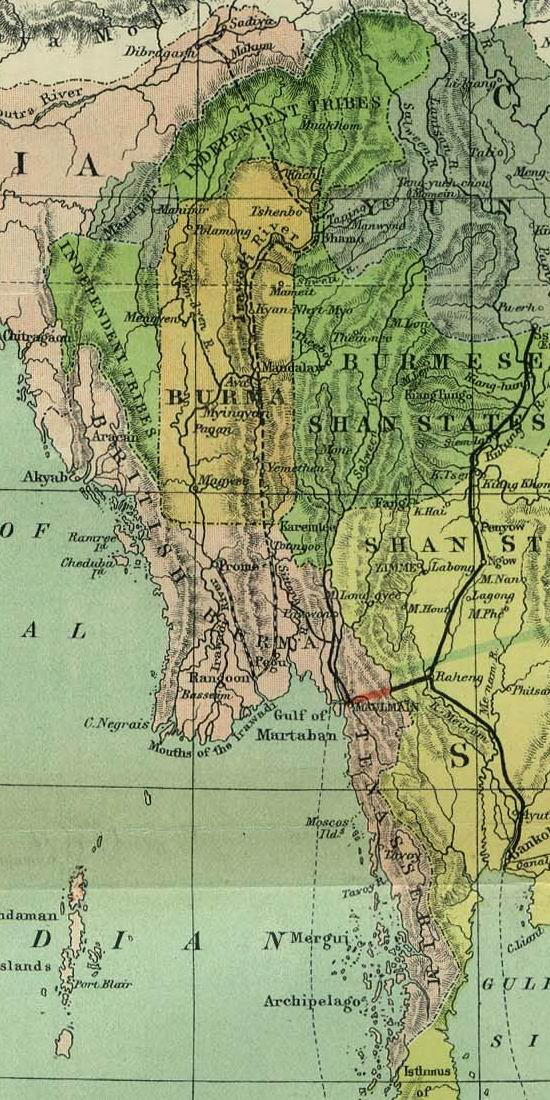
Geografia política da Birmânia do ponto de vista britânico em 1885. A Alta Birmânia está em cor-de-laranja e a Baixa Birmânia ou Birmânia Britânica e outras possessões em cor-de-rosa

A expressão Alta Birmânia designa as partes centrais e setentrionais da Birmânia, hoje Mianmar. Em 1852, depois da Segunda Guerra Anglo-Birmanesa, a Baixa Birmânia foi anexada pelos ingleses. A Alta Birmânia foi independente até ao fim da Terceira Guerra Anglo-Birmanesa em 1885.
Também se chama a Alta Birmânia de Birmânia propriamente dita ou Reino de Ava. A sua população é principalmente birmanesa ou "Bramá".
A Alta Birmânia é cortada pelo curso rio Irrawaddy em seu caminho na direção sul.